# Prince Polo
Prince Polo – polski wafel czekoladowy. Sprzedawany w Czechach, Słowacji, Węgrzech, Litwie, Łotwie, Malcie, Ukrainie, Białorusi, Rosjioraz Kazachstanie pod nazwą Siesta, a w Estonii , Grecji,Indonezji, Rumunii, Mołdawii, Bułgarii, Filipinach, Gruzji, Iraku oraz Libii pod nazwą Ekstra-55 oraz na Islandii , gdzie często nazywany jest Prins Póló . Według pomiarów Nielsena, batonik ten od dziesięcioleci jest najlepiej sprzedającą się czekoladą w Islandii i przez wiele lat był jedną z niewielu dostępnych w kraju.na Islandii, gdzie znany jest jako Prins Póló, i przez wiele lat sprzedawany był jako jeden z nielicznych wafli czekoladowych oraz zyskał dużą popularność wśród ludności tego kraju. Gdy 11 marca 1999 roku przybył do Polski prezydent Islandii Ólafur Ragnar Grímsson, przyznał, że „Całe pokolenie Islandczyków wyrosło na dwóch rzeczach – amerykańskiej coca-coli i polskim Prince Polo”.
Prince Polo został wprowadzony w 1955 r. przez Olza SA w Cieszynie. Jest to pokryty czekoladą wafel składający się z czterech warstw wafla połączonych czekoladowym wypełnieniem. Firma, która została założona w 1920 r., została kupiona w 1993 r. przez Kraft Jacobs Suchard, od 2013 pod nazwą Mondelēz International.
W 1995 r. na opakowaniu Prince Polo pojawiło się nowe logo, jednocześnie zmieniono opakowania oraz wprowadzono nowe smaki, poczynając od orzechowego, wprowadzonego w 1996 r., a następnie jabłkowego, karmelowego, mlecznego, kokosowego, piernikowego i Premium. Dodano również wafel w rozmiarze XXL (50 g).

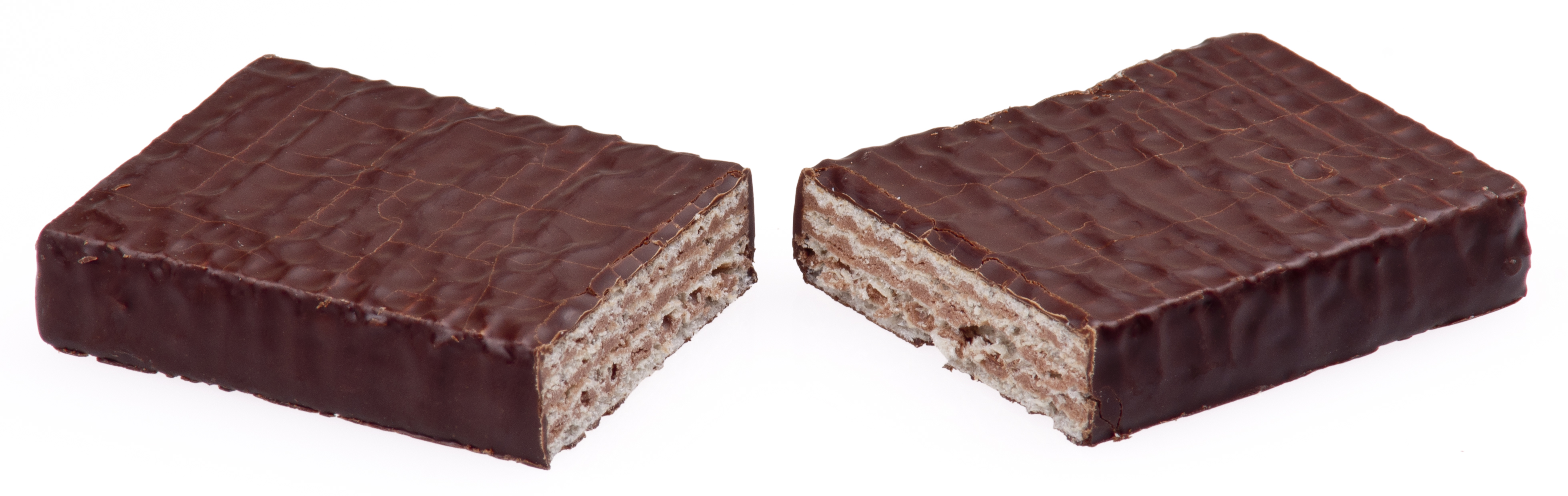
Prince Polo
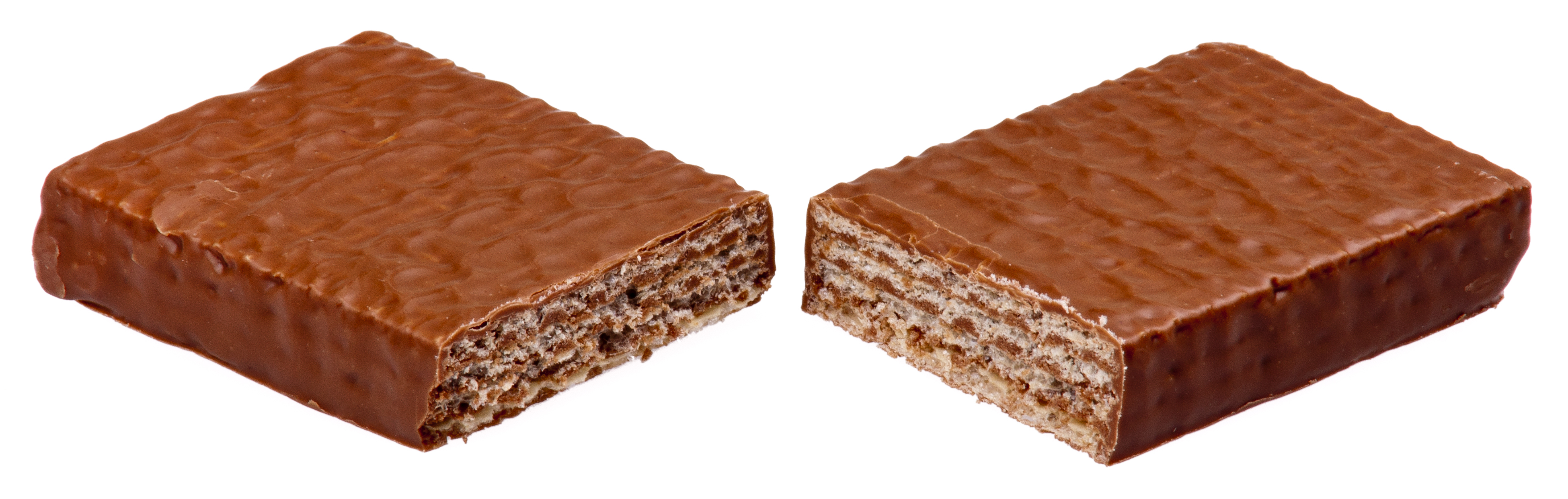
Prince Polo z orzechami

## Prince Polo na Islandii
W latach pięćdziesiątych wafelki rozprzestrzeniły się w krajach Europy, a w szczególności na Islandii, gdzie stały się wielkim hitem. Popularność batonika na wyspie potwierdza opublikowanie przez lokalną gazetę Morgunblaðið artykułu na pierwszej stronie numeru z nagłówkiem – „Prince Polo jest wyprzedane”. Przeciętny Islandczyk konsumuje około pół kilograma wafelków Prince Polo każdego roku. Spożycie batonika maleje systematycznie od 1970 roku, kiedy Islandczycy spożywali jeszcze kilogram Prince Polo rocznie. Przypuszcza się, że przyczyną spadku spożycia słodyczy było złagodzenie ograniczeń importowych przez Islandię w 1982 roku i pojawienie się produktów konkurencji.